# Scarpa d'oro 1971
La Scarpa d'oro 1971 è il riconoscimento calcistico che è stato assegnato al miglior marcatore assoluto in Europa tenendo presente le marcature segnate nel rispettivo campionato nazionale nella stagione 1970-1971. Il vincitore del premio è stato Josip Skoblar del Olympique de Marseille con 44 reti nella Division 1.
| Pos | Campionato    | Nome          | Squadra             | Gol |
| --- | ------------- | ------------- | ------------------- | --- |
| 1   | Division 1    | Josip Skoblar | Olympique Marsiglia | 44  |
| 2   | Division 1    | Salif Keïta   | Saint-Étienne       | 42  |
| 3   | Alpha Ethniki | Giōrgos Dedes | Paniōnios           | 28  |